# Мачедония Ризорта
„Мачедония Ризорта“ (на италиански: Macedonia Risorta) е масонска ложа, съществувала в края на XIX - началото на XX век в град Солун, тогава в Османската империя. Ложата е тясно свързана с революционното движение на младотурците.

## История
Ложата е основана под името „Мачедония“ в 1864 година в Солун. След период на прекъсване е възстановена от Емануел Карасо под името „Мачедония Ризорта“ (Възкресена Македония) в 1895 година. Карасо е и председател на ложата. Ложата спазва шотландския ритуал. Членове на ложата са много видни дейци на младотурския Комитет за единство и прогрес, сред които Мехмед Талаат бей, Мидхад Шюкрю бей, Мустафа Рахми бей, Йомер Наджи бей, Наки бей, Рефик бей Манясизаде, Исмаил Хакъ Джанболат бей, Хакъ Баха бей. Ложата осигурява прикритие за революционната дейност на младотурците.